# مستشعر فيرا السلبي

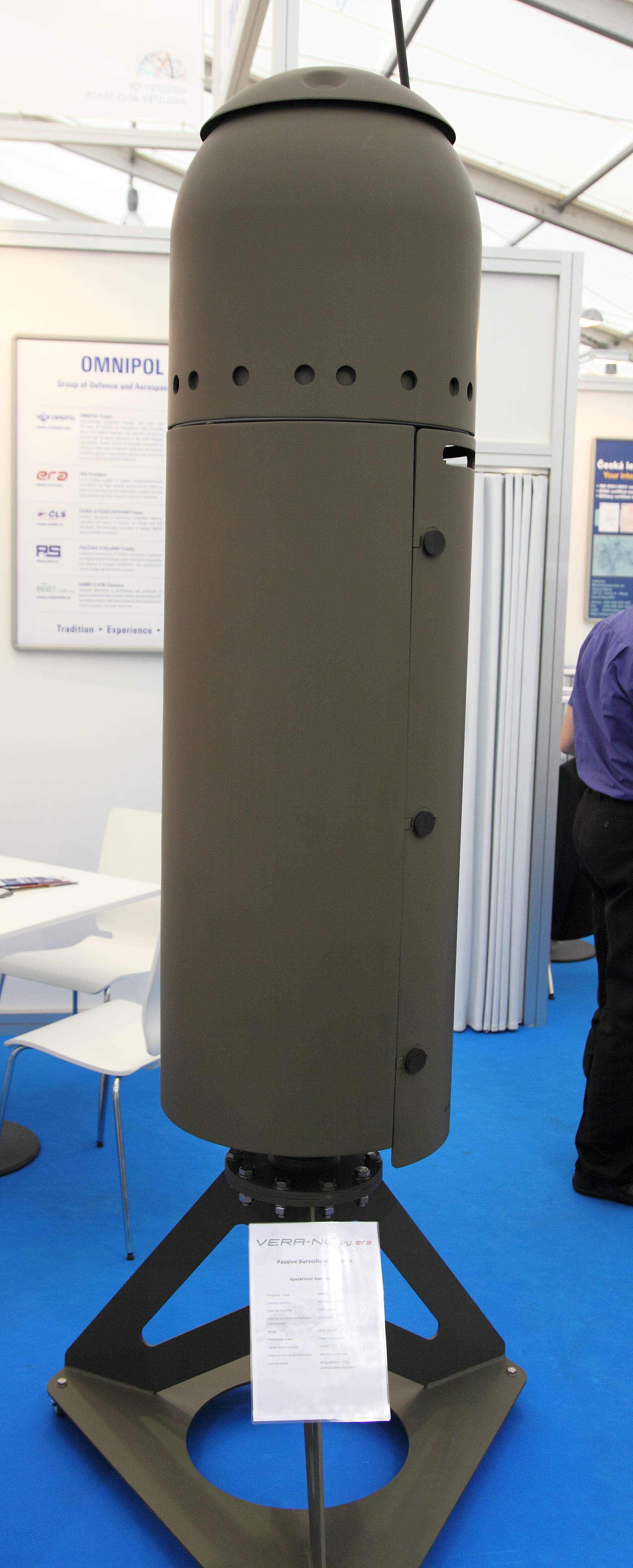
VERA-NG

نظام الاستشعار السلبي (فيرا)  أو فيرا (بالإنجليزية:VERA -VERA passive radiolocator)
هو نظام قياس إلكتروني يستخدم الفروق الزمنية بين الإشارات القادمة التي تسجلها ثلاثة أو أربعة محطات استقبال، وذلك لتحديد مسار الطائرات والصواريخ بدقة. قامت التشيك بابتكار هذا النظام. النظام لا يعتمد على إرسال الرادار وإنما يستقبل الإصدارات الإلكترونية الذاتية للطائرات.
يبلغ مدى فاعلية فيرا 450 كيلومتر للطائرات العادية والقاذفات. وطبقا لمواصفات المنتج يستطيع النظام اكتشاف طائرات التخفية Stealth وهي على بعد بين 20 و 200 كيلومتر ، وذلك عن طريق تسجيل الموجات الكهرومغناطيسية الصادرة منها.

## اقرأ أيضاً
- رادار
- تقنية التخفي
- رادار دوبلر
- النظر لأسفل
- نظام رادار كولشوغا
- الضجيج المزيف
- مرشد الموجة
- هرتز
- تأثير دوبلر
- ميسترام